# Sacha Distel

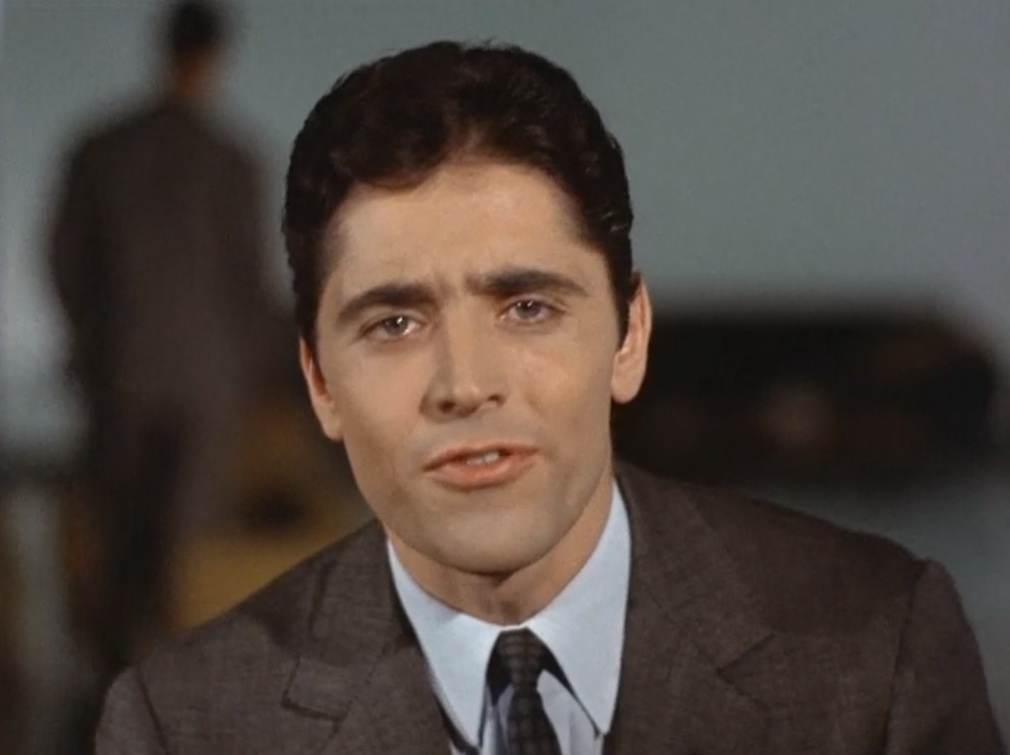
Sacha Distel (1965)

Alexandre Sacha Distel (geboren am 29. Januar 1933 in Paris; gestorben am 22. Juli 2004 in Rayol-Canadel-sur-Mer, Frankreich) war ein französischer Chansonnier, Jazzgitarrist und Komponist.

## Leben und Wirken
Sacha Distel wurde als Sohn eines russisch-französischen Chemieingenieurs geboren. Léon, sein Vater, ein ehemaliger zaristischer Offizier, war 1918 aus Russland nach Frankreich geflohen. Die Mutter Andrée Ventura, eine Pianistin, entstammte einer jüdischen Familie aus Paris.
Distel erhielt bereits im Alter von fünf Jahren Klavierunterricht; sein erster Klavierlehrer war sein Onkel Ray Ventura. 1942 wurde Sachas Mutter von den deutschen Besatzern in ein Arbeitslager verschleppt und fand ihren Sohn erst nach dem Krieg wieder. Der Vater versteckte den neunjährigen Sacha in einer Priesterschule in Laval, ließ ihn als Alexandre Ditel anmelden und tauchte selbst unter.
Mit 15 Jahren wechselte Sacha Distel zur Gitarre; sein Gitarrenlehrer wurde Henri Salvador. Die professionelle musikalische Karriere Distels begann, als er 16 Jahre alt war. Dennoch studierte er zunächst Philosophie, etablierte sich zugleich aber auch als Jazzgitarrist und wechselte unter dem Eindruck eines Konzertes von Dizzy Gillespie 1948 zum Modern Jazz. 
Mit Mimi Perrin, Jean-Marie Ingrand und Jean-Louis Viale gründete Distel seine erste Band; später arbeitete er in Pariser Jazzclubs mit Art Simmons und Pierre Michelot. Seit 1950 gehörte er dem Trio von Gérard Gustin an. Bei einem New-York-Aufenthalt nahm Distel Unterricht bei Jimmy Raney und arbeitete danach in Paris mit Barney Wilen und Bobby Jaspar. 1953 wurde er als bester Gitarrist Frankreichs ausgezeichnet. 1954 begleitete er Billie Holiday, Clifford Brown und Kenny Clarke. In den folgenden Jahren nahm er mit Lionel Hampton (Crazy Rhythm, 1955), Jean-Pierre Sasson (Two Guitar Blues, 1956) und John Lewis (Afternoon in Paris, 1958) auf. Auch arbeitete er mit Henri Renaud, Stan Getz, Tony Bennett und dem Modern Jazz Quartet zusammen und war musikalischer Begleiter der Chansonnière Juliette Gréco.
Ab 1958 konzentrierte sich Distel auf das französische Chanson. Einem breiteren Publikum wurde er mit Erfolgen wie Toute la pluie tombe sur moi (Raindrops Keep Fallin’ on My Head) und Scoubidou (1958) bekannt. Beliebt waren auch La belle vie und insbesondere Le soleil de ma vie, das er im Duett mit Brigitte Bardot sang, mit der er eine einjährige Liebesbeziehung unterhielt. Ab 1962 eroberten Lieder wie Adios Amigo, Der Platz neben mir, Die Frau mit dem einsamen Herzen, Frauen und Rosen, Ein Frauenfreund und Unverstanden obere Plätze in den Hitparaden deutschsprachiger Radiosender. Mit Adios Amigo trat Distel auch in dem 1963 erschienenen Schlagerfilm Sing, aber spiel nicht mit mir auf.
Im Jahr 1968 kehrte Distel zum Jazz zurück und nahm ein Album mit Slide Hampton (Bird) auf. Am Sanremo-Festival 1968 nahm er mit dem Lied No amore an der Seite von Giusy Romeo (Giuni Russo) teil. Auch in den frühen 1970er Jahren hatte Sacha Distel einige große Hits wie Bonjour Barbara, Was man liebt hält man fest, Sonne und Liebe, Sie bleibt bei uns die alte Dame oder Der Jahrmarkt von Paris.
Insgesamt nahm der für seinen Charme berühmte Sänger mit seiner leicht rauchigen Stimme rund zweihundert Titel in mehreren Weltsprachen auf; außer auf Französisch veröffentlichte er seine Lieder auch in englischen, italienischen, spanischen und deutschen Versionen. Von ihm komponierte Stücke wurden u. a. von Frank Sinatra, Petula Clark und Dionne Warwick gesungen. Sein Titel Le Sifflet („Die Trillerpfeife“) wurde von Hans Bradtke ins Deutsche übersetzt zu Wie ein Tiger und von Peggy March auf ihrer Langspielplatte Mein Lied für Peggy (1970) veröffentlicht.
Seine Erinnerungen publizierte er 1985 unter dem Titel Les pendules à l’heure, 1993 stellte er ein großes Orchester zusammen, um eine Hommage an die collégiens (Schüler) seines Onkels Ray Ventura aufzunehmen, dem zwei Jahre später Swinguer la vie folgte. 2001 trat er in der Londoner Aufführung des Musicals Chicago in der Rolle des Anwalts Billy Flynn auf.
Neben seiner musikalischen Laufbahn trat er in den 1960er und 1970er Jahren auch in Filmen auf und war von 1962 bis 1972 Moderator einer Varieté-Sendung im französischen Fernsehen. 
Distel war seit 1963 mit der Skifahrerin Francine Bréaud verheiratet. Am 22. Juli 2004 erlag er im Alter von 71 Jahren einer Krebserkrankung.
Distel wird in dem Lied Where Do You Go To (My Lovely) von Peter Sarstedt aus dem Jahr 1969 erwähnt. Morrissey verwendete auf seiner Tournee im Jahr 2006 ein Foto Distels als Bühnenbild.

## Filmografie (Auswahl)
- 1963: Sing, aber spiel nicht mit mir
- 1971: Neun im Fadenkreuz (Sans mobile apparent)